# Makrovirus
En makrovirus er en malware som ikke er så udbredt mere som den var før. Den kommer ind via en diskette og med normale programmer som Word og Excel. Denne type malware var en af de første, og den begyndte at sprede sig fra computer til computer lang tid før internettet blev så udbredt som det er i dag.
| Software | Spire Denne artikel om software og programmering er en spire som bør udbygges. Du er velkommen til at hjælpe Wikipedia ved at udvide den. |